# Arrondissement di Cap-Haïtien

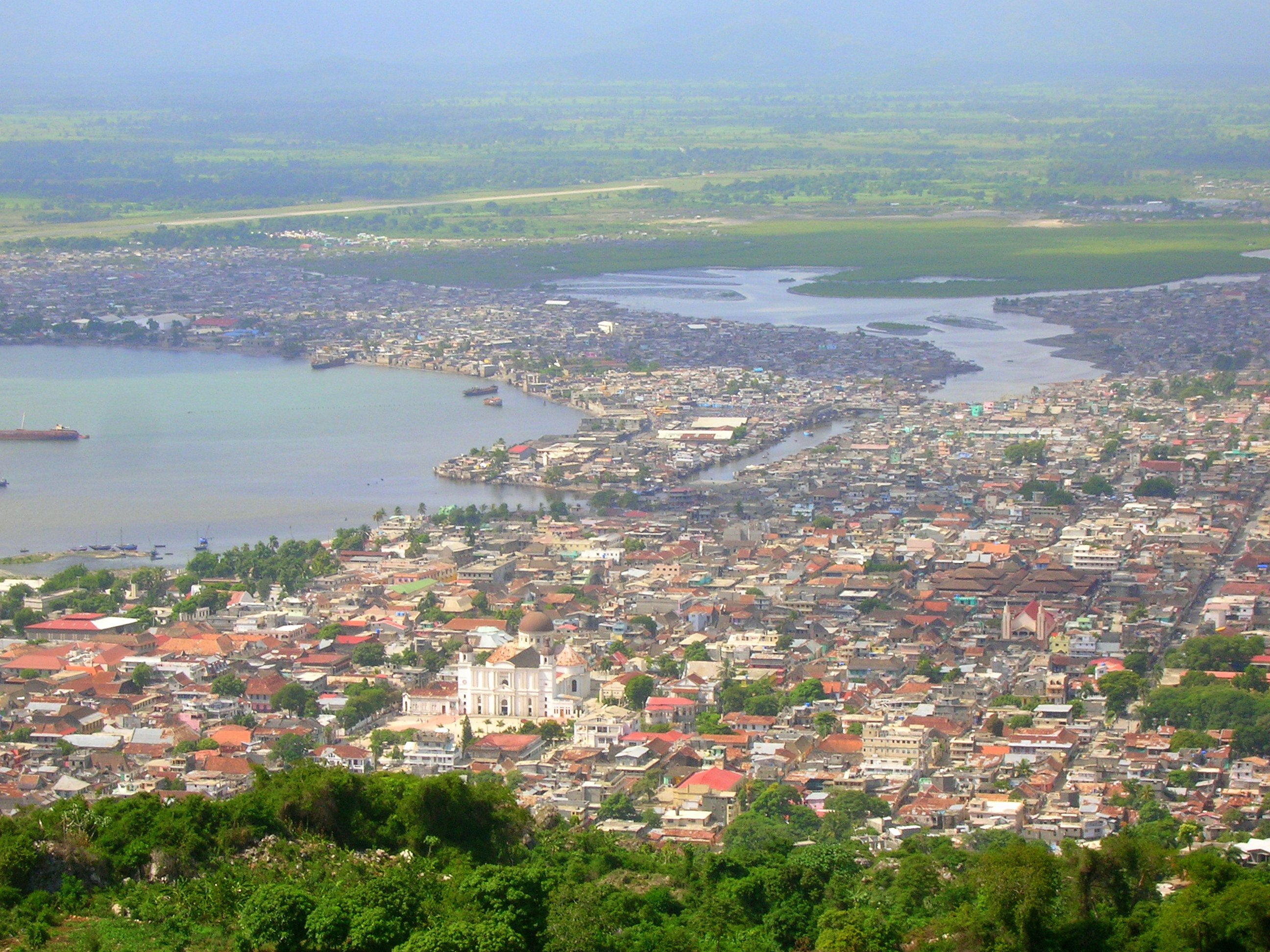
Vista di Capo Haitien

L'arrondissement di Cap-Haïtien è un arrondissement di Haiti facente parte del dipartimento del Nord. Il capoluogo è Cap-Haïtien.

## Geografia antropica

### Suddivisioni amministrative
L'arrondissement di Cap-Haïtien comprende 3 comuni:
- Cap-Haïtien
- Limonade
- Quartier-Morin